# Мірослав Клінгер
Мірослав Клінгер (чеськ. Miroslav Klinger, 20 січня 1893, Прага — 10 лютого 1979, Прага) — чехословацький гімнаст, політик, чиновник та громадський діяч, чемпіон світу зі спортивної гімнастики.

## Біографічні дані
Мірослав Клінгер на Олімпіаді 1920 входив до складу збірної Чехословаччини, яка зайняла четверте місце з п'яти в командному заліку.
На чемпіонаті світу 1922 Мірослав Клінгер завоював золоті медалі у командному заліку, у вправах на коні та на перекладині і срібну — у вправах на брусах.
На Олімпійських іграх 1924 Мірослав Клінгер теж входив до складу збірної Чехословаччини, зайняв високе п'яте місце в абсолютному заліку, але не зумів завоювати жодної медалі у змаганнях в індивідуальних дисциплінах, зайнявши найвищі 7-і місця в опорному стрибку та у вправах на коні.
Довгий час був ведучою офіційною особою чехословацького «Соколу». У 1932—1939 роках очолював «Сокіл». У 1930-х роках першої республіки ЧСР працював чиновником Міністерства оборони, потім Міністерства охорони здоров'я.
Під час Другої світової війни Мірослав Клінгер брав участь в чеському русі опору, за що потрапив до концентраційного табору Дахау, а потім був переведений до Бухенвальду.
Після лютневого перевороту 1948 року і перетворення Чехословаччини на «народну демократію» з однопартійним режимом входив до складу Чехословацької соціалістичної партії, союзника комуністичного режиму. Протягом 1948—1960 років був членом Національних зборів Чехословаччини.